# 이정재 (1917년)
이정재(李丁載, 1917년 1월 6일 ~ 1961년 10월 19일)는 대한민국의 조직폭력배이며 제1공화국 시절 정치 깡패로 악명을 떨쳤다.

## 생애

### 해방 전
경기도 이천군에서 부농의 아들로 태어났다. 중앙고등보통학교를 다니다가 휘문고등보통학교로 전학하였으며, 그곳에 학교를 졸업하였다. 많은 사람들이 이정재가 경희대학교의 전신인 신흥대학 국문과를 나왔다고 알고 있지만 이 부분은 그의 출생연도와 신흥대학의 개교연도(1949년)를 비교해보면 신뢰성이 매우 떨어진다.
씨름을 잘하여 고향인 이천에서 열린 전국 씨름 대회에서 소를 10마리나 가지고 갔다는 일화가 전해진다. 이후 태평양 전쟁으로 일제의 강제징용장을 받고 경성으로 상경하여 근로보국대인 김두한의 반도의용정신대 서기를 보다가 김두한의 추천으로 경찰특채가 되어 경찰이 되었으며 이후 김두한과 친구가 되었다.

### 해방 이후
해방 후에 경찰에 복직했다. 고향의 후배인 곽영주가 수도경찰학교를 입교 및 수료했고 경찰에 합격할 수 있도록 도움을 줬다. 좌우대립으로 좌익들과 수없이 싸우며 체포하였다. 제주 4.3 사건에도 참여했고 이정재의 싸움실력에 흠모한 조열승, 임화수, 김기홍은 이정재와 친근을 맺었다. 대한민국 정부 수립후에 반민특위의 특경대 요원으로 활동했다고도 전해진다. 그러나 반민특위는 1949년 6월 6일, 장경근에 의한 이승만 정권의 방해로 뜻을 이루지 못하고 해체당하여 이정재에게 체포당했던 노덕술이 풀려났고 분노한 노덕술은 이정재를 고문하였다. 이승만의 지시로 반민특위 형사들이 풀려났고 결국 그는 경찰을 사직하고 동대문시장에서 포목 장사를 시작했다.
6.25 전쟁이 일어나자 피난을 가지 않고 서울에 남았다. 과거에 경찰을 했다는 이유로 북한군에게 체포되어 생사의 위기에 처했을 때 김기홍이 공산군으로 위장하여 도움으로써 목숨을 부지할 수 있었다. 이 일로 인해 두 사람은 처남 매제 지간이 되고, 부산에 도착한 이정재는 임화수의 부탁으로 새로운 조직을 세우고 두목이 되었다. 주먹세계에 투신하여 1953년에 동대문 상인연합회를 조직해, 회장에 취임하였다.
한국 전쟁 당시 부산에서 호형호제하던 당대 최고의 주먹 황제인 시라소니가 금전적으로 도움을 받는 모습을 평소 못마땅하게 여겼던 동대문패의 김기홍, 임화수, 조열승, 이석재, 김사범 등이 분노하여 시라소니를 제거할 계획을 세우고 비열한 계략으로 시라소니를 좁은 곳으로 유인하여 흉기(망치, 낫, 몽둥이, 삽, 나이프, 도끼, 갈고리)로 린치를 가했으니 이른바 시라소니 린치 사건이었다. 이정재는 자유당의 일로 바쁜 상태였고 명동패와 싸움을 원치 않았기에 김기홍을 보내 명동패와 화해할 방법을 찾으라고 지시했고 이화룡을 찾아간 김기홍은 시라소니의 잘못을 지적하고 린치사건은 이정재와는 아무 관련이 없다고 설득했다. 분노한 명동패와 화해가 가능할지는 미지수였지만 이정재는 계속 화해를 시도하였다. 동대문패의 간부였던 이석재는 후환을 없앤다는 이유로 시라소니가 입원한 병원으로 찾아가 남은 한쪽 다리마저 부러뜨리려고 했으나 방심한 틈을 이용하여 시라소니가 깁스로 얼굴을 치고 그 소란을 들은 간호사가 들어온 바람에 그대로 도망쳤다고 한다.
명동패가 이 소식을 듣고 동대문패와 싸움을 벌였다. 김동진은 명예롭지 못한 동대문패에 실망하였으며 무고한 사람을 죽이는 동대문패에 혐오감을 느껴 이정재를 제거할 계획을 세웠다. 나라에서 생계가 어려운 사람을 위해서 내는 세금인줄 알고 냈던 세금을 착복당하는 사기를 당하고 동대문패에 불만이 컸던 정양원과, 시라소니의 복수를 원하는 KLO대원들을 불러내어 그들에게 복수할 기회를 만들어 주었다. 김동진은 거짓으로 자유당에서 연락이 왔고 일이 왔다고 하여 자주 만났던 요정한식집에 만나자고 예약했다. 그러나 도착했던 이정재는 요정한식집은 휴업이라서 직원이 없었고 이정재는 김동진의 계략으로 정양원과 KLO대원들에게 폭행사건으로 구타를 당해 중상을 입었다.
김동진의 배신으로 동대문패는 분노하였고 동대문패 간부들은 KLO부대와 정양원들을 제거하자고 제의했으나 이정재는 거절했고 자신을 죽일 기회는 있었으나 저들은 자신을 죽이지 않았기에 이일을 덮어두기로 했고 김동진을 제거할 계획을 세운다. 이정재에게 야당(민주국민당, 호헌동지회) 요인들에 대한 테러 제삼세력살해음모 계획에 암살하라는 지령을 받은 것을 언론에 폭로하고는 잠적했다. 이후 영화를 보기 위해 단성사로 갔다가 단성사 저격 사건으로 이석재의 총에 맞았고 병원으로 입원했으나 생명에는 지장이 없어 회복후 퇴원하여 조폭계를 은퇴하게 된다. 1954년 자유당이 무너져 가는 상황이었고 이기붕이 제안했던 사사오입 개헌 개입으로 인해 자유당은 무너지고 영원한 권력이 없는 법이니 자유당과 결별하여 국회에 나가지 말고 반드시 거절해야 한다고 김기홍이 설득했지만 이정재는 듣지 않고 이기붕의 제안을 승낙한 이정재한테 크게 실망한 김기홍은 이정재 곁에서 떠났다.
동대문의 알 카포네 일명 "동 카포네"라고 불리기도 했으며 소련의 수상 말렌코프를 닮았다고 하여 말렌코프로 불리기도 했다. 동대문 상인연합회를 개설한 후, 조직을 체계적으로 유지, 관리하기 위해 이기붕과 연을 맺어 자유당의 감찰부 차장 등 당원이 된다. 또 그 당시 경무대 경찰서장이던 곽영주와는 개인적인 친분 및 동향 선배로서 손이 닿아있었다.
1954년 사사오입 개헌 당시 국회방청객 난동, 1955년 자유당 창당동지회 방해, 1956년에는 대통령선거 당시 야당의 집회를 방해, 테러를 가하고 1957년에는 장충단 공원 정치 테러 사건을 저지르는 등 정치테러의 주요인물로 악명이 높았다.
그는 정치에도 큰 야망을 보여 자신의 고향인 이천에서 1958년 국회의원으로 출마하려고 했지만, 이기붕이 자신의 선거구인 서대문구에서 국회의원 당선이 불확실해지자 이기붕은 자신의 6대 선조의 묘가 있는 이천을 선택해 결국에는 이천 선거구를 이기붕에 양보하고 동대문 상인연합회의 회장자리를 임화수에게 넘긴 뒤 은퇴하였으며 그 후 북악산 쪽에 자리를 잡고 흉가라 불리던 헌집을 헐고 새로 주택을 지어 거기서 은둔생활을 했다.

### 사망

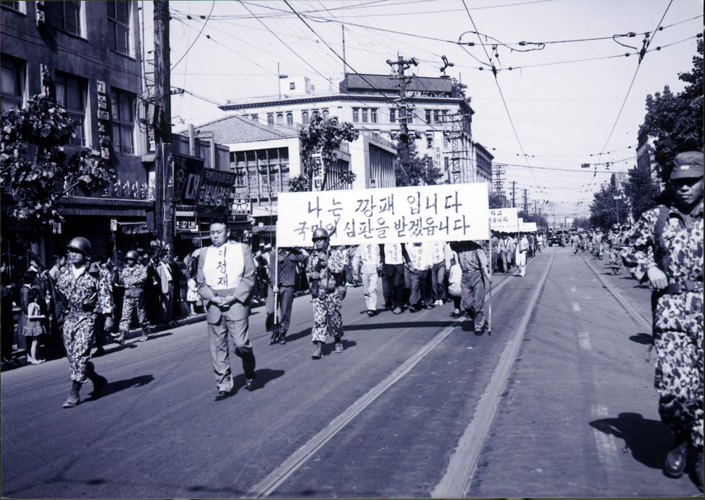
5.16 군사정변 이후 육군 공수특전단 대원들에 의해 시민들 앞에서 조리돌림 당하고 있는 이정재

4·19 혁명 후인 1960년 4월 28일에 검찰에 자진출두하여 정치테러의 원흉으로 허정 과도정부에 의해 구속되었다가 풀려났으며 장면 국무총리의 제2공화국이 들어서고 다시 체포되었으나 가벼운 형량을 선고받고 1961년 2월 10일 석방되었다.
그러나 그는 5·16 군사 정변으로 다시 정변세력에게 체포되었다. 시라소니는 이정재를 구하기 위해 린치사건을 부인했고 이화룡과 김두한도 이정재를 구하려고 힘을 썼다. 처음에는 형량이 가벼울 것으로 예상되었으나, 임화수가 화랑동지회라는 범죄단체 조직에 관한 내용이 다른 폭력조직의 증언으로 폭로됨으로써 피할 수 없는 운명을 맞이하게 된다. 이와 관련해서 유지광은 훗날 자서전에서 임화수가 살기 위한 고육지책으로 화랑동지회 사건을 폭로하였다고 기록하였다.
혁명재판이 열리자 김동진은 암살지령사건과 단성사 앞 저격사건으로 증인으로 나와 증언하고 김기홍도 증인으로 나와 시라소니 린치와 1958년~1960년의 정치테러 부정선거 고대생습격사건 등 이정재와 아무런 관련이 없다고 증언하기도 임화수는 살기 위해 시라소니 린치 배우 상습폭행과 김희갑 구타사건 모든 정치테러 지시와 고대생습격 부정선거 등 이정재가 지시했다고 치명적인 거짓증언을 했다. 군법회의에서 임화수, 유지광, 곽영주, 최인규, 신정식 등과 함께 사형을 선고받고 그 해 임화수, 신정식, 유지광을 비롯한 여러 폭력조직원들과 함께 거리에서 조리돌림을 당하였다.
임화수의 치명적인 거짓증언으로 인해 10월 19일에 교수대로 끌려갔고 사형당하기 전 마지막 말을 남겼다. "내가 키우다시피 한 사람들 몇몇이 배은망덕하게도 터무니 없는 증언으로 나를 무고했다고 들었습니다. 섭섭한 일이지만 그들도 살기 위해서는 어쩔 수 없었을 거요. 엎질러진 물은 주워담을 수 없는 법. 모두들 자식들이 있는 몸들이니, 이 일로 인해 아들대에 가서 절대로 원수가 되어서는 안된다는 것이 나의 마지막 바람입니다." 이 말을 남기고 서울형무소 형장에서 처형되었다. 당시 나이는 44세였다. 형이 집행되기 전 가족들과 면회에서 장인 김복록에 의하면 가족 일을 걱정하는 등 태연한 모습이었다고 한다. 또한, 이정재는 1961년 10월 19일 가족면회 때 형집행에 대하여 전혀 모르고 있었다고 하며 특히 아들 이정수에게 '아버지는 사회에서 생각하는 것 같이 깡패는 아니다. 너도 기가 죽지 말고 남자답게 살아나가야 한다. 사람이 죽고 사는 건 문제가 아니다'라고 말했다고 한다.
이정재의 시신은 매부 김기홍이 수습하여 가족들과 함께 장례를 치렀고, 유해는 고향인 경기도 이천군 호법면 유산리 산에 안장되었다.

## 가족
- 장인: 김복록
- 장모: 이아지
- 처: 김씨
  - 아들: 이정수
  - 딸: 이미령
  - 양자: 김정길
- 매부: 김기홍

양부: 이기붕

## 기타
이정재의 휘하에 유지광이 있었는데, 이정재의 고모부가 유지광의 형이며 유지광의 형수가 이정재의 고모여서 사돈관계가 된다.

## 관련 작품

### 드라마
- 조경환 - 1981년 《제1공화국》 MBC 드라마
- 조경환 - 1989년 《무풍지대》 KBS 드라마
- 정준호 - 1999년 《왕초》 MBC 드라마
- (청년)김혁, (장년)김영호 - 2002년~2003년《야인시대》 SBS 드라마
- 김영성 - 2024년 《수사반장 1958》MBC 드라마

### 영화
- 동대문 사단 (가제) 《아이오픽쳐스 제작사, 이존하 제작, 김정민 감독》 - 제작 계획[7]
- 정일모 - 1993년 《대명》 영화
- 이강조 - 1996년 《충무로 돈키호테》 영화

## 같이 보기
- 김두한
- 이성순
- 곽영주
- 이화룡
- 임화수
- 유지광
- 이효린
- 반민특위